# Alees Samaan
Alees Thomas Samaan, también mencionada en ocasiones como Alice Thomas Samaan, (Manama) es una comunicadora, política y diplomática bareiní.  Fue la primera mujer en presidir un parlamento en el mundo árabe cuando en 19 de abril de 2005 presidió una sesión de la cámara alta, el Consejo de la Shura del Parlamento de Baréin, también la primera personas cristiana en hacerlo. Samaan fue una de las cuatro mujeres miembro del Consejo Consultivo. Ha sido embajadora de Baréin en el Reino Unido (2011-2015), en Irlanda (2012-2015) y en Países Bajos (2014-2015). 

## Trayectoria
Nació en Manama, la capital de Baréin. Forma parte de la comunidad cristiana de Baréin. El abuelo de Alees llegó de Turquía en el siglo XIX con su madre y se estableció en Baréin. Su padre, de origen iraquí, llegó a Baréin a principios de los años 30 con una empresa de perforación petrolera y se casó con su madre en Baréin.
Se graduó en la Escuela de Formación de Profesores de Inglés en Líbano y se diplomó en: producción y dirección de radiodifusión por la BBC, gestión hospitalaria, gestión de supervisión y formación de formadores.
Trabajó como maestra en la American Missionary School en Baréin mientras preparaba y dirigía programas para emisoras de radio libanesas. Dirigió el departamento de capacitación del Ministerio de Sanidad. Fue nombrada responsable de los programas de medios y salud materno-infantil en UNICEF en Baréin y Omán. 
En 2000 fue en una de las seis mujeres nombradas para formar parte del Consejo de la Shura y fue de la cámara alta de 2000 a 2010 (septiembre de 2000-febrero de 2002), (2002-2006), (2006-2010).
El 19 de abril de 2005 se convirtió en la primera mujer del mundo árabe en presidir una sesión de un parlamento en la región y también en la primera persona cristiana en hacerlo. Ella considera que fue elegida como miembro del consejo como mujer y no como cristiana. El que presidiera el Consejo, fue sin embargo circunstancial dado que el reglamento de la cámara establece que en ausencia del presidente de la cámara y sus adjuntos debía presidir la cámara el miembro de más edad del consejo que resultó ser Alees Samaan.
No fue hasta 13 años más tarde cuando en diciembre de 2018 otra mujer, la periodista Fouzia Zainal fue nombrada presidenta de la Cámara, siendo la segunda mujer del mundo árabe en ocupar la presidencia de una cámara -la primera fue Amal Al Qubaisi en el Consejo Nacional Federal de los Emiratos Árabes Unidos en 2015.
Samaan en 2011 se convirtió en la primera mujer embajadora del Consejo de Cooperación del Golfo en el Reino Unido. 
En marzo de 2015, se le otorgó la distinción de Grassroot Diplomat Initiative Honouree por su capacidad diplomática par reconciliar a las personas. 

## Controversia
En 2012 la diputada del parlamento británico Ann Clwyd, miembro de la comisión de investigación de abusos sobre los derechos humanos en Baréin rechazó una cesta de Navidad con chocolate y champany enviada por la embajadora Samaan con regalo de Navidad. No fue la sola en recibir el regalo. Se hizo un envío a otros 10 diputados.